# Manfred Palmberger

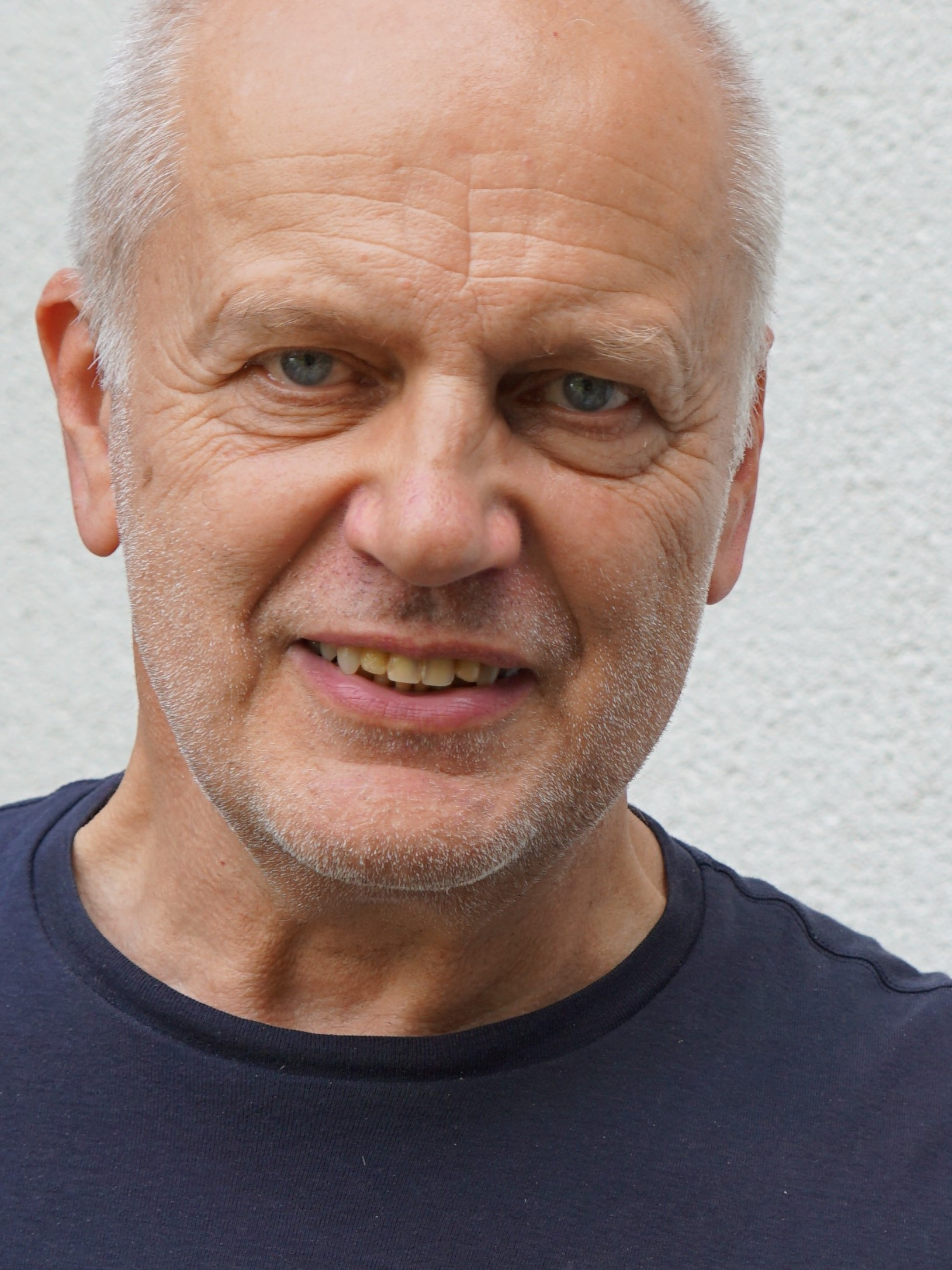
Manfred Palmberger (2016)

Manfred Palmberger (* 11. November 1951) ist ein österreichischer Autor, wohnhaft in Eggenburg in Niederösterreich.

## Leben
Palmberger maturierte 1970 am Gymnasium Horn und absolvierte die Pädagogische Akademie des Bundes in Wien und die Universität für Musik und darstellende Kunst, ebenfalls in Wien.
Er arbeitete vier Jahrzehnte an Pflicht- und Musikschulen, davon 30 Jahre als Schulleiter.
Seit 2016 veröffentlicht er Kurzgeschichten und Gedichte, 2023 den Debütroman mit dem Titel „Heim“, die Geschichte zweier Wiener Strizzis, die im Erziehungsheim Eggenburg landen und wieder ausreißen.

## Werke
- 19hundert51. Verlag Berger, Horn 2016, ISBN 978-3-85028-779-1.
- Noch etwas. Pfiffiges & Witziges. Verlag Berger, Horn 2017, ISBN 978-3-85028-800-2.
- Neues vom Alten. Verlag Berger, Horn 2018, ISBN 978-3-85028-868-2.
- Alle schauen ins Narrenkastl. Gedichte. Verlag Berger, Horn 2019, ISBN 978-3-85028-896-5.
- Schubertpark. Kriminelle Geschichten. Verlag Berger, Horn 2020, ISBN 978-3-85028-937-5.
- Momente. Gedichte. Eigenverlag, Eggenburg 2022, ISBN 978-3-200-08322-6.
- Heim. Roman. Buchschmiede, Großebersdorf 2023, ISBN 978-3-99139-896-7.
- Eggenburg Eggenburger Eggenburgerinnen. Buchschmiede, Großebersdorf 2024, ISBN 978-3-99165-709-5.

| Personendaten    | Personendaten          |
| ---------------- | ---------------------- |
| NAME             | Palmberger, Manfred    |
| KURZBESCHREIBUNG | österreichischer Autor |
| GEBURTSDATUM     | 11. November 1951      |
| GEBURTSORT       | Wien                   |